# Медитеранске игре 1955.
Друге Медитеранске игре 1955. одржане су у Барселони, (Шпанија) од 6. до 15. јула 1955.
Учествовало је 1.135 спортиста из 10 земаља. Такмичило се у 20 спортова у 102 дисциплине. Такмичења су се одржавала само у мушкој конкуренцији.
Најуспешнији су били такмичари Француске који су укупно освојили 100 медаља (39 златних, 29 сребрних, 32 бронзане).
У појединачној конкуренцији најуспешнији је био шпански гимнастичар Хосе Блуме освојио је шест златних и једну бронзану медаљу.

## Земље учеснице
- Египат — 169
- Шпанија — 287
- Француска — 278
- Грчка — 73
- Италија — 195
- Либан — 34
- Малта — 4
- Монако — 14
- Сирија — 41
- Турска — 40

Укупно учесника 1.135

## Спортови
| - Атлетика (детаљи) - Бициклизам (детаљи) - Бокс (детаљи) - Ватерполо (детаљи) - Веслање (детаљи) - Дизање тегова (детаљи) - Једрење (детаљи) - Коњички спорт (детаљи) - Кошарка (детаљи) - Мачевање (детаљи) | - Пливање (детаљи) - Скокови у воду (детаљи) - Гимнастика (детаљи) - Стрељаштво (детаљи) - Рагби (детаљи) - Рвање (детаљи) - Фудбал (детаљи) - Хокеј на ролерима (детаљи) - Хокеј на трави (детаљи) |

## Биланс медаља
Рангирање се врши према броју златних медаља. Уколико две земље имају исти број златних медаља гледа се број сребрних, а потом број бронзаних медаља. Ако и после тога земље имају исти резултат оне заузимају исто место, а ређају се по абецедном реду. Овај систем користи МОК и ИААФ.
| Место  | Држава    |     |     |     | Укупно |
| 1      | Француска | 39  | 29  | 32  | 99     |
| 2      | Италија   | 32  | 27  | 22  | 81     |
| 3      | Шпанија   | 12  | 15  | 18  | 45     |
| 4      | Египат    | 9   | 20  | 17  | 46     |
| 5      | Турска    | 8   | 3   | 3   | 14     |
| 6      | Грчка     | 1   | 7   | 8   | 16     |
| 7      | Либан     | 1   | 1   | 14  | 19     |
| 8      | Сирија    | 0   | 0   | 1   | 1      |
| Укупно | Укупно    | 102 | 102 | 104 | 308    |

Од 10 земаља учесница једино Малта и Монако нису освојили ниједну медаљу.